# 島内憲

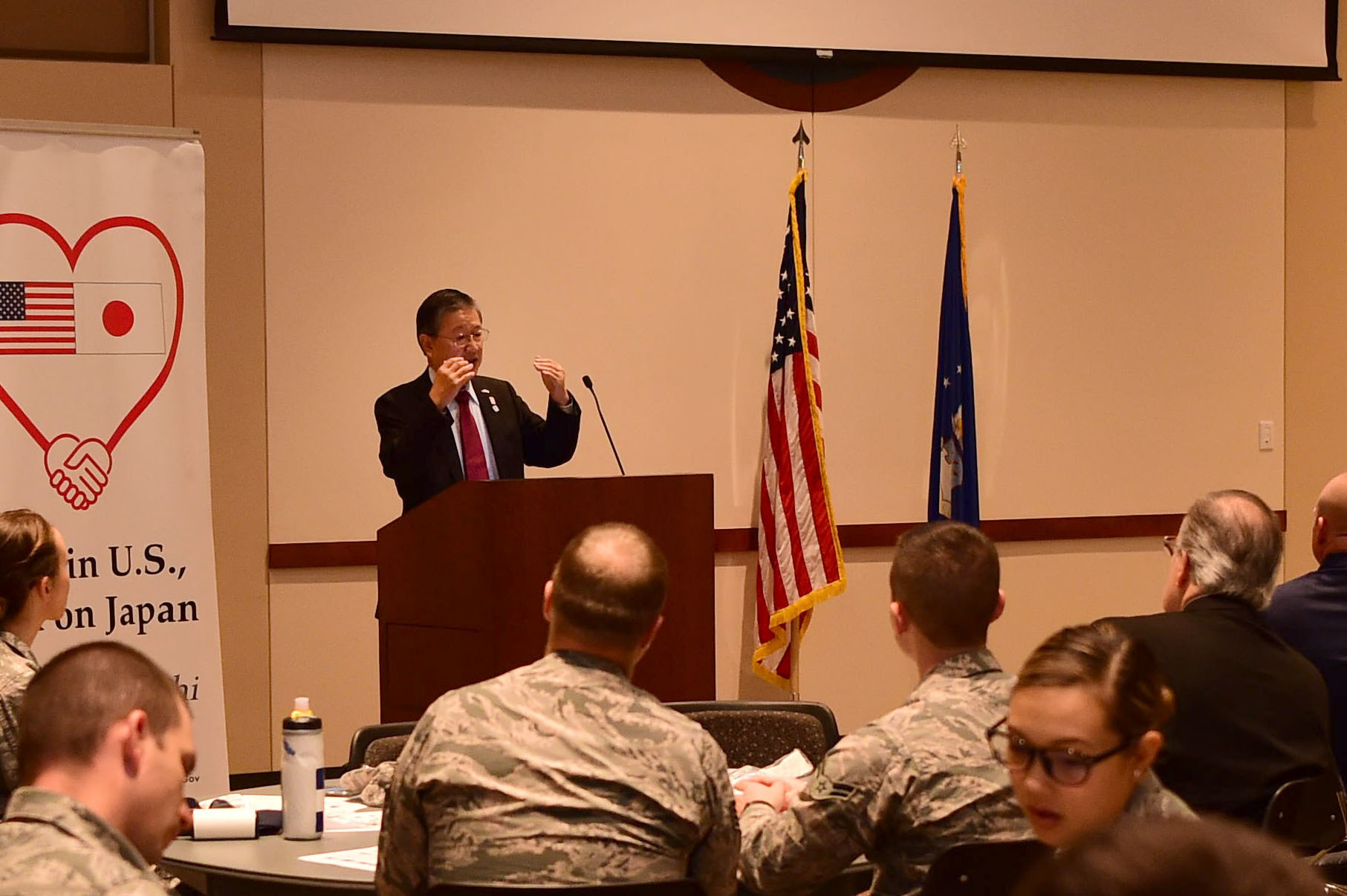
バックリー空軍基地で、スペイン大使とブラジル大使のころの経験を語る島内(2017年12月)

島内 憲（しまのうち けん、1946年〈昭和21年〉9月17日 - ）は、日本の外交官。外務省中南米局長、スペイン駐箚特命全権大使、ブラジル駐箚特命全権大使を経て、外務省参与兼日・カリブ交流年担当大使。

## 人物
東京都出身。1970年外務公務員採用上級試験合格。1971年に東京大学文学部卒業、同年4月に外務省に入省する。
1989年外務省大臣官房領事移住部領事移住政策課長、1991年外務省中南米局中南米第一課長、1995年外務省大臣官房外務参事官（報道・広報担当）、1997年外務省大臣官房審議官兼中南米局、1998年マイアミ総領事、2000年3月在英国日本国大使館特命全権公使、2002年外務省中南米局長、2004年スペイン駐箚特命全権大使。
2006年からブラジル国駐箚特命全権大使を務め、急激な経済成長を目の当たりにする、2010年退官。4年間のブラジル大使在任は歴代3番目の長さ。世界一の親日国であるブラジルを日本人があまり知らないことを懸念する。
2010年10月三井物産株式会社顧問、2012年6月株式会社東芝取締役・報酬委員会委員長・監査委員。2013年12月外務省参与、日・カリブ交流年担当大使。

## 同期
- 海老原紳（08年駐イギリス大使）
- 橋本逸男（09年東北大学公共政策大学院教授・04年駐ブルネイ大使・02年駐ラオス大使）
- 赤阪清隆（07年国際連合事務次長）
- 須田明夫（09年軍縮会議日本政府代表部大使・06年国際テロ対策担当大使・03年駐スリランカ大使）
- 桂誠（07年駐比大使・04年駐ラオス大使）
- 楠本祐一（11年関西担当大使・09年駐ポーランド大使・04年駐ウズベキスタン大使）
- 小島高明（10年国際テロ対策担当担当大使・07年駐オーストラリア大使・04年駐シンガポール大使）
- 横田淳（12年経済担当大使兼イラク復興支援等調整担当大使・09年駐ベルギー大使・06年国際貿易・経済担当大使・04年駐イスラエル大使）
- 三田村秀人（10年駐ニュージーランド大使・07年駐ザンビア大使）
- 清水訓夫（09年防衛大学校教授・05年駐アルジェリア大使）
- 野呂元良（08年駐マラウイ大使）
- 皆川一夫（11年駐ウガンダ大使）
- 佐藤正晴（12年駐ニカラグア大使）